# Anthracosiphon crystleae
Anthracosiphon crystleae är en insektsart som beskrevs av Smith, C.F. 1983. Anthracosiphon crystleae ingår i släktet Anthracosiphon och familjen långrörsbladlöss. Inga underarter finns listade i Catalogue of Life.